# Пьерфон
Это статья о районе Монреаля. О замке Пьерфон см. Пьерфон (замок)

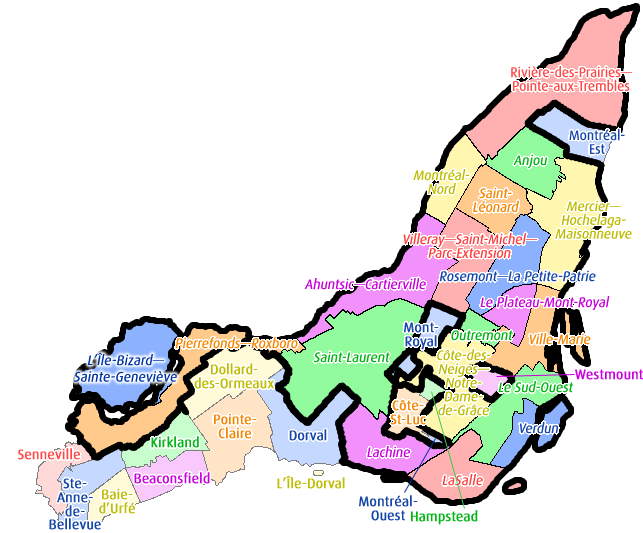
Административное деление Монреаля

Пьерфо́н (фр. Pierrefonds) — район Монреаля, Квебек, Канада в составе муниципалитета Пьерфон-Сенвиль, до 1 января 2002 года — небольшой город на острове Монреаль. Население района составляет 54,963 (2001). Девиз Пьерфона: «Тот, кто хочет, сможет» (фр. Qui veult, peult, в современной орфографии: Qui veut, peut).
Датой основания Пьерфона считается 1741 год. В этом году на месте современного Пьерфона — на части острова Монреаль, расположенной по течению Реки Прерий — был открыт приход Святой Женевьевы. В 1845 году от территории прихода отделился Иль-Бизар, в 1860 — деревня Святой Женевьевы. В 1904 эта деревня, в свою очередь, разделилась на две: деревню Святой Женевьевы и деревню Святой Женевьевы Пьерфонской. Само название «Пьерфон» местность получила благодаря каменному дому известного нотариуса Жозеф-Адольфа Шоре, который назвал свою резиденцию так в честь знаменитого замка Пьерфон, расположенного в департаменте Уаза, Франция.
Несмотря на то, что в 1935 году эти две деревни снова объединились, название «Пьерфон» запомнилось жителям. 18 декабря 1958 года по указу Елизаветы II оставшаяся часть территории прихода Святой Женевьевы становится городом Пьерфон. Годом позже деревня Святой Женевьевы становится городом Сент-Женевьев.
1 января 2002 года город Пьерфон входит в состав Монреаля как часть муниципалитета Пьерфон-Сенвиль. Начиная с 1 января 2006 года район Пьерфон станет полноценной частью Монреаля, тогда как Сенвиль, как и до 2002 года, останется независимой деревней.
Самая известная уроженка Пьерфона — певица Милен Фармер.